# 擦痕面

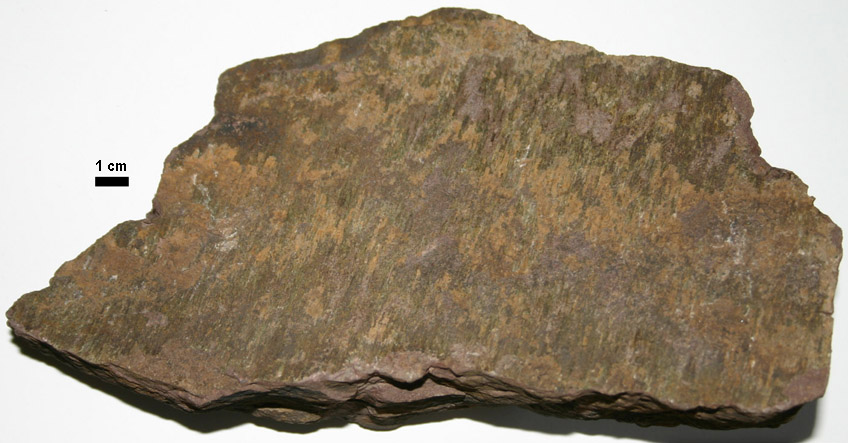
砂岩標本上的擦痕面，地點：Juniata Formation, U.S. Route 露頭,State College西北部, Pennsylvania

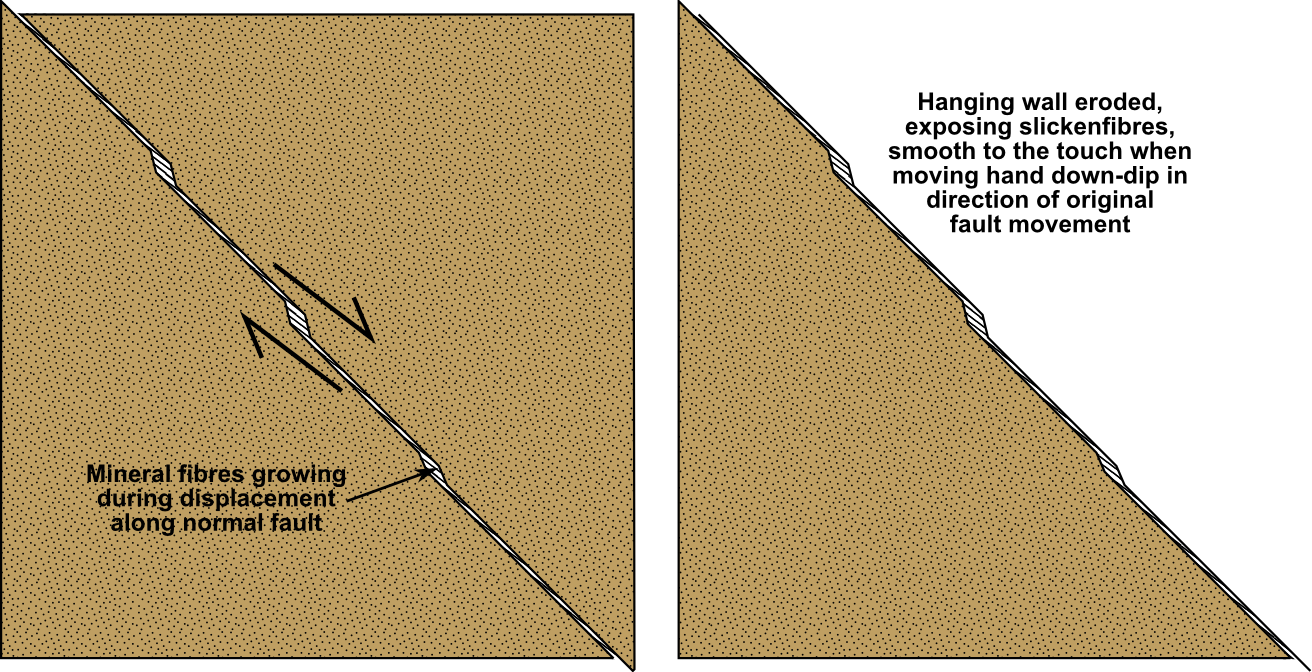
示意圖表明階梯狀摩擦纖維的形成及斷層運動方向

擦痕面（英語：Slickenside）是由沿斷層兩側的岩石之間的摩擦運動,而造成引起的光滑面
。該表面通常有條紋平行運動方向的條紋。該表面有時具有摩擦纖維，它是一種在斷層運動期間生長的纖維狀礦物。它也平行運動方向。由於斷層平面的不規則性，摩擦纖維會被造成階梯狀（參見解釋圖）。如果暴露在地表，順斷層運動方向觸摸時比反方向感覺更光滑。如同從頭向尾撫摸魚身上的鱗片一樣。
在土壤學中，擦痕面是指在含有高比例膨脹粘土土壤中，所產生的裂縫的表面。

## 图像
- 黃鐵礦上的右旋擦痕面
- 石英岩上具擦痕面的小斷層，地點：Alpujarras
- 斷層面上的擦痕面，地點：Bear Valley Strip Mine. 鏡頭蓋5.8cm寬.
- 斷層面上的方解石摩擦纖維，地點：Kilve, Somerset.
- 斷層面上的擦痕面，地點：Corona Heights Park, San Francisco
- 綠片岩上的擦痕面，地點Itogon, Benguet, Philippines.

### 月球上的擦痕面
在月球上，阿波羅 15 號的工作人員在月球漫步期間拍攝了在 Rima Hadley 附近的 9 號站的一個散佈著碎片的小隕石坑中發現的帶有擦痕面面的巨石 。